# Історичний музей Полонської міської ради ОТГ
Історичний музей Полонської міської ради об′єднаної територіальної громади — перший в Хмельницькій області[джерело?], відкритий на громадських засадах в 1963 році.

## Історія
Фундатором музею історії Полонного став талановитий педагог і композитор, відмінник народної освіти Зіновій Еммануїлович Розмарін та залишався його керівником до кінця свого життя (1988 рік). Відповідно до паспорту музею він був відкритий (зареєстрований) «рішенням виконкому Полонської районної Ради народних депутатів» 25 жовтня 1964 року. 26 січня 1968 року музею присвоєно статус «народний музей». У 1991 році Хмельницьке обласне управління культури підтвердило цей статус. У 1974 році музей був переведений в районний будинок культури.
З 1988 по 2011 роки директором музею була Кондрова Г. Г.; з 2011 по 2015 рік завідувачем був Павлюк М. І. 14 березня 2014 року рішенням 32-ї сесії районної ради 6-го скликання змінений статус музею: народний музей історії Полонського району був ліквідований і створений «Комунальний заклад Полонський районний історичний музей Полонської районної ради». Рішенням 45-ї сесії районної ради 6-го скликання від 26 червня 2015 року директором музею призначений Бучинський І. Р. У зв'язку з утворенням ОТГ відбулася перереєстрація музею (16.02.2016 року). Музей здобув назву Історичний музей Полонської міської ради ОТГ.
Досліджували краєзнавство педагоги В. Н. Логвиненко, І. А. Невідомський, В. О. Камінський, О. І. Ходяков, Р. І. Посвєтов, Г. Г. Кондрова, краєзнавець і художник М. І. Козак. Виявлено нові історичні джерела в архівах Києва, Луцька, Хмельницького, Житомира, Кракова. На основі архівних матеріалів видані книги «Полонне: історія і сучасність», «Полонне. Минуле і сучасне».

## Колекції
21 жовтня 2011 року народному музею історії Полонського району виділене підвальне приміщення Полонського районного будинку культури площею 129 м² для розміщення музейних експонатів фарфорової та керамічної продукції. Завдяки зусиллям Козака Миколи Івановича, Павлюка М. І. у 2013 році експозиція фарфору була відкрита для відвідувачів. В її основу лягли колекція музею історії фарфорового заводу та експозиція виробів заводу художньої кераміки. Представлені роботи художників фарфорового заводу П. М. Осіпової, Клавдії Гапонюк, В. І. Овчаренка, Миколи Козака, Зинаїди Олексенко.

## Сучасність
До святкування 1022-ї річниці міста Полонного та 55-ї річниці з дня відкриття історичного музею відбулось відкриття оновленої етнографічної експозиції.
24 листопада 2013 року відкрито Полонський районний музей локальних війн, де увічнили пам′ять земляків, які загинули під час війни в Афганістані та внаслідок бойових дій на сході України.
В жовтні 2023 року створена експозиція археологічних знахідок та артефактів з місця досліджень ділянки в історичному ареалі пам’ятки Національного значення – Костелу святої Анни. Дослідження проводились командою археологів, що стало результатом реалізації проєкту «Археологічна школа «Літописне місто Полонне» в рамках гранту від Українського культурного Фонду Міністерства культури та інформаційної політики. 

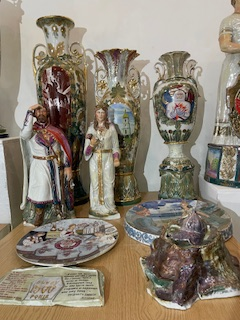

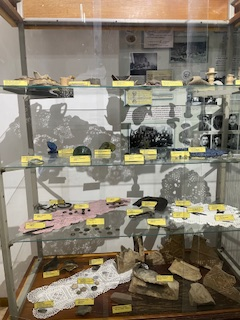

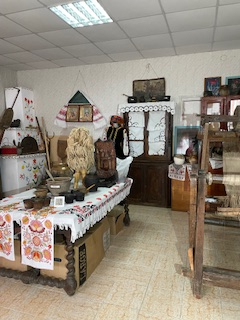